# Johannes F. Ignatius
Johannes F. Ignatius, finski general, * 8. oktober 1871, † 3. marec 1941.